# Prærieulv
Prærieulven (Canis latrans) (coyote) er et dyr i hundefamilien. Den når en længde på 70-97 cm med en hale på 30-38 cm og vejer 9-16 kg. Dyret lever i det meste af Nordamerika, fra Alaska til Panama. Hunnen er drægtig i 63 dage. I den tid opholder hun sig i en hule. Den gennemsnitlige kuldstørrelse er 6 unger. 
Prærieulven kan løbe op til 65 km/t.